# Bayern (Schiff, 1988)
Das Motorschiff Bayern ist ein Passagierschiff auf dem Bodensee, Heimathafen Lindau.

## Geschichte
Das im Jahre 1988 von der Bodan-Werft gebaute Ausflugsschiff hat seinen Anlegeplatz auf der Insel Lindau unmittelbar hinter der Spielbank Lindau. Das Unternehmen bietet Rundfahrten in der Bregenzer Bucht und Sonderfahrten im Dreiländereck Alter Rhein an. Es besteht auch die Möglichkeit, das Schiff für Hochzeiten oder Firmenfeiern zu chartern.
Die langjährigen privaten Betreiber des Schiffes verkauften es 2019 an die Bodensee-Schiffsbetriebe.

## Havarie 2015
Am Mittwoch, den 9. September 2015, kam es auf dem Schiff zu einer Havarie. Nach einer Grundberührung – 1,5 km vom Lindauer Ufer entfernt – drang Wasser in den Maschinenraum ein. Die ungefähr 60 Passagiere konnten unverletzt nach 15 Minuten von einem anderen sich in der Nähe befindlichen Passagierschiff gerettet werden. Es entstand ein Sachschaden von circa 100.000 Euro. Ursache für die Havarie waren der niedrige Wasserstand des Bodensees und starker Wind, der das Schiff beim Ablegen an einen Stein drückte, wodurch ein Leck im Rumpf des Schiffes entstand.